# Dead Rising 3
Dead Rising 3 est un jeu vidéo beat them all et survival horror développé par Capcom Vancouver et édité par Microsoft Studios. Il a été annoncé officiellement lors de l'E3 2013 durant la conférence Microsoft. Le jeu faisait partie des jeux de lancement de la Xbox One, et est sorti sur cette console le 22 novembre 2013 (4 septembre 2014 au Japon). Puis, ce dernier a été porté sur PC le 5 septembre 2014 sous le nom de Dead Rising 3: Apocalypse Edition. Cette dernière version contient toutes les extensions du jeu ainsi que quelques améliorations graphiques.

## Généralités
Le jeu met en scène un nouveau protagoniste, Nick Ramos, contrôlé dans une vue à la troisième personne. L'objectif du joueur est de réaliser un certain nombre de missions, pour lesquelles il parcourt la ville de Los Perdidos en recherchant des fournitures et en fabriquant des armes qui lui permettent de combattre des zombies.
Dead Rising 3 est un jeu en monde ouvert. Selon Capcom, le jeu n’aura pas de « temps de chargements ». Les véhicules seront « cruciaux pour explorer » Los Perdidos et y rechercher des fournitures.
Le jeu utilise les mêmes codes que l'opus précédent, Dead Rising 2, en apportant quelques modifications : la création d'armes ne nécessite plus d'établi, les joueurs pourront trouver de nouveaux plans, le jeu peut être sauvegardé n'importe où (et pas seulement dans les toilettes). Pour les joueurs souhaitant plus de défi, le jeu propose un « mode cauchemar » dans lequel une limite de temps est imposée et la sauvegarde ne peut être effectuée que dans les toilettes.

## Intrigue
Dead Rising 3 se déroule 10 ans après les évènements passés à Fortune City dans Dead Rising 2. L’histoire suit un jeune mécanicien nommé Nick Ramos. Il essaie de survivre à l’invasion de zombies dans la ville fictive de Los Perdidos, en Californie. Ramos doit faire équipe avec d'autres survivants et s’enfuir de la ville avant qu'un bombardement militaire ne la rase.
À part l'intrigue principale, le joueur devra, comme dans les opus précédents, venir au secours d'autres survivants lors de missions de sauvetage ou d'escorte et affronter les terribles boss : des survivants psychopathes plus dangereux que les zombies.
Sur ce point, le jeu apporte une nouveauté - certains psychopathes sont liés par une thématique précise : les Sept Péchés capitaux.
Luxure : Dylan le strip-teaseur. Propriétaire d'un sex-shop, habillé d'un chapeau de cow-boy avec un masque en latex et des dents aiguisées, il retient captif ses victimes sur des chaises de torture pour assouvir ses pulsions de luxure, et punit les désobéissants avec un « canon lubrique » (mi-lance-flammes, mi-azote liquide) dont la forme rappelle les organes génitaux masculins. Après avoir été battu par Nick, il dit "tu m'as donné des bleus aux couilles, petit coquin !" et il meurt en succombant à ses blessures.
Gourmandise : Darlene la serveuse. Ex-serveuse dans un fast-food (où elle se terre toujours), elle est représentée en surpoids exagéré. Ne supportant plus les régimes à bases de céleri, elle dévore tous les plats du restaurant, prend du poids et vomit constamment, et doit se déplacer sur un mini-scooter. Elle mourra étouffée par son vomi.
Orgueil : Jherii la culturiste. Patronne d'un studio de sport et persuadée d'être la meilleure pour le trophée de Miss Gigantic California, elle entre dans une rage noire lorsqu'on la prend pour un homme (pensant que c'est une ruse pour la disqualifier) et tabasse les malheureux avec ses haltères et sa force hors du commun. Elle sera écrasée par l'étagère à trophées de sa salle de muscu.
Envie : Kenny le geek. Adolescent mal dans sa peau, il voit dans l'invasion zombie l'occasion d'être un héros comme son idole Nick. Pour se le prouver, il kidnappe une survivante, l'enchaîne à un poteau pour servir d'appât… L'ado pense alors pouvoir écraser le zombie avec son « super coup de pied ». Après sa défaite, il se joindra à Nick après que ce dernier l'ait sauvé des zombies.
Paresse : Theodore le fils à papa. Reclus dans sa villa depuis des mois et ignorant de l'invasion zombie, le fils du maire se prélasse dans sa chambre d'enfance en attendant patiemment que des domestiques lui apportent des chips et des piles pour son jeu-vidéo. Il meurt d'une crise cardiaque dû au stress quand Nick réussit à pénétrer dans sa chambre et dû à sa mauvaise alimentation et sa négligence corporelle.
Avarice : Albert le chirurgien. Tapi dans les sous-sols d'un hôpital, il enlève les survivants entrant dans son repaire pour les droguer et les découper, dans le but d'accumuler des organes humains conservés précautionneusement et ainsi les revendre et devenir très riche. Nick réussit à lui planter sa seringue contenant la drogue qu'Albert utilise contre les survivants et se suicide en pensant se faire étriper par les zombies.
Colère : Harry « Zhi » Wong le shaolin. Divorcé, moqué par ses fils et renvoyé de son travail, cet adepte des arts martiaux défoule sa colère sur tous ceux qui infiltrent son jardin zen (zombies comme humains) à l'aide d'une Guandao. Il finit par se décapiter alors qu'il est en train de succomber à la folie, lié à son pêché de la Colère et de tous les malheurs que la vie lui a apporté.

## Accueil
- Canard PC : 6/10[2]

## Développement
Avant la sortie de Dead Rising 2, Keiji Inafune, le producteur de la franchise Dead Rising, a spéculé sur la possibilité d’une suite à Dead Rising 2 lors d'un entretien, « on ne commencera pas à parler de DR3 avant que l'on ne voit les ventes de DR2. Malheureusement c’est la nature du jeu ! Cependant, l’expérience avec Blue Castle était très positive, et si l'on en a l’occasion, je voudrais encore travailler avec eux », a-t-il dit. Avec le succès de Dead Rising 2, le directeur général de Capcom, David Reese, a précisé que Dead Rising 3 était susceptible de continuer le récit de son prédécesseur. En outre, Reese a déclaré qu'il y aurait plus de contenus téléchargeables, similaires à Case Zero et Case West, pour combler l'histoire entre Dead Rising 2 et Dead Rising 3. Klayton de Celldweller compose la musique du jeu. Le jeu est annoncé officiellement pendant la conférence de presse de Microsoft à l'E3 2013.

## Doublage francophone
- Olivier Martret : Nick Ramos
- Odile Schmitt : Rhonda
- Edwige Lemoine : Annie/Katie Greene
- Jérôme Pauwels : Red
- Frédéric Popovic : Dick
- Donald Reignoux : Hunter
- Patrick Bethune : Général Hemlock
- Serge Faliu : Chuck
- Jean-François Aupied : Gary
- Marie Zidi : Isabella Keyes
- Caroline Pascal : Anna